# Principe d'inaliénabilité
Le principe d'inaliénabilité est, en droit français du patrimoine culturel, un principe protégeant les biens conservés dans les établissements culturels (bibliothèques, musées, etc.).

## Histoire
Le principe d'inaliénabilité est apparu sous l'Ancien régime afin d'assurer la protection des domaines et des biens appartenant à la Couronne de France. Aboli par les révolutionnaires en 1789, le principe d'inaliénabilité est de nouveau reconnu par la Cour d'Appel de Paris en 1846, puis par la Cour de Cassation en 1896 et le Conseil d'Etat en 1932. Le principe d'inaliénabilité est désormais inscrits aux articles L.52 du Code du Domaine de l’État et L3111-1 du Code général de la propriété des personnes publiques.  
Dans une décision du 26 octobre 2018, le Conseil Constitutionnel français a reconnu la conformité du principe d'inaliénabilité à la Constitution de 1958.

## Musées
L'inaliénabilité concerne les musées publics. Elle est renforcée pour les musées de France. L'appellation « musée de France » est accordée par l'État aux établissements répondant à certains critères (art. L. 442-1 et L. 442-2 c. patr.) :
- soit il s'agit des musées nationaux,
- soit il s'agit des musées anciennement classés relevant des collectivités territoriales,
- soit il s'agit de collections privées répondant à certains critères.

Les collections des musées de France, qui font partie du domaine public de la personne publique dont relève le musée, sont inaliénables, sauf déclassement du bien (art. L. 451-5 c. patr.), lequel n'est possible qu'après avis conforme de la commission scientifique nationale des collections.
D'autres restrictions interviennent à la possibilité d'aliéner des biens des musées de France :
- Les biens incorporés dans les collections publiques par dons et legs ou, pour les collections ne relevant pas de l'État, ceux qui ont été acquis avec l'aide de l'État ne peuvent être déclassés (art. L. 451-7 c. patr.);
- Les biens des collections des musées de France appartenant aux personnes morales de droit privé à but non lucratif acquis par dons et legs ou avec le concours de l'État ou d'une collectivité territoriale ne peuvent être cédés, à titre gratuit ou onéreux, qu'aux personnes publiques ou aux personnes morales de droit privé à but non lucratif qui se sont engagées, au préalable, à maintenir l'affectation de ces biens à un musée de France. La cession ne peut intervenir qu'après approbation de l'autorité administrative après avis du Haut Conseil des musées de France. (art. L. 451-10 c. patr.)

Au total, concernant les musées, la distinction la plus pertinente semble donc se situer entre les établissements, publics ou privés, ayant la qualité de « musée de France » et les autres. L'inaliénabilité est, dans le cas des institutions publiques, la règle, particulièrement lorsque les œuvres sont issues de libéralités.

## Dérogations au principe d'inaliénabilité
Bien qu’il existe une procédure de déclassement des œuvres d’art, celle-ci n’a jamais été utilisée. Pour permettre la restitution d’œuvres d’art, la France a préféré recourir à des lois spéciales. En 2002, le Parlement français a ainsi voté une loi permettant la restitution des restes de Saartjie Baartman, plus connue sous le nom de « Vénus hottentote », à l’Afrique du Sud. Sa dépouille était jusqu’alors conservée au Musée de l’Homme à Paris. En 2006, le Parlement français a permis la restitution des têtes maories conservées au Musée de Rouen, à la Nouvelle-Zélande. Plus récemment, le Parlement français a permis la restitution de vingt-sept biens culturels conservés au Musée du Quai Branly-Jacques Chirac, au Bénin et au Sénégal. Cette loi fait suite à l'engagement du président français, Emmanuel Macron, de restituer de façon temporaires ou permanentes certaines pièces issues des collections françaises, et à la suite de la publication du rapport Sarr-Savoy. 

### Articles liés
- Aliénation juridique
- Décret des biens du clergé mis à la disposition de la Nation